# Malone, Texas
Malone är en ort i Hill County i delstaten Texas, USA.